# Vollenhovia fridae
Vollenhovia fridae é uma espécie de formiga do gênero Vollenhovia, pertencente à subfamília Myrmicinae.